# Louza (rivière)
Pour la ville, voir Louza.
La Louza (en russe : Луза) est une rivière de Russie qui coule dans le nord de la partie européenne du pays. C'est le plus important affluent de la rivière Ioug, dans laquelle elle se jette en rive droite. C'est donc un sous-affluent de la Dvina septentrionale.

## Géographie
La Louza traverse les oblasts de Vologda et de Kirov, ainsi que la république des Komis. 

## Gel - Navigabilité
La rivière est généralement gelée depuis fin-octobre/début-novembre, jusqu'au mois de mai.
En période de crues, elle est navigable sur son cours inférieur.

## Hydrométrie - Les débits mensuels à Krassavino
Le débit de la Louza a été observé pendant 45 ans (de 1955 à 1999) à Krassavino, petite localité
située à 99 kilomètres de sa confluence avec le Ioug. 
Le débit inter annuel moyen ou module observé à Krassavino sur cette période était de 132 m3/s pour une surface de drainage de 16 300 km2, soit plus ou moins 89 % du bassin versant de la rivière qui en compte 18 300.
La lame d'eau écoulée dans ce bassin versant se monte ainsi à 256 millimètres par an, ce qui peut être considéré comme assez élevé, mais correspond aux mesures effectuées sur d'autres cours d'eau de cette région. 
Rivière alimentée en partie par la fonte des neiges, mais aussi par les pluies d'été et d'automne, la Louza est un cours d'eau de régime nivo-pluvial. 
Les hautes eaux se déroulent au printemps, de la mi-avril à la mi-juin, ce qui correspond au dégel et à la fonte des neiges. En juin puis en juillet, le débit baisse très rapidement, puis se stabilise à un niveau moyen tout au long du reste de l'été, puis de l'automne. Après un très léger rebond en septembre-octobre lié aux pluies de saison et à la baisse de l'évaporation, le débit baisse à nouveau en novembre et surtout en décembre, ce qui constitue l'entrée en période des basses eaux, laquelle a lieu de décembre à mars inclus. Cette saison de basses eaux correspond aux importantes gelées qui envahissent rapidement le pays. 
Le débit moyen mensuel observé en mars (minimum d'étiage) est de 30,0 m3/s, soit plus ou moins 4,5 % du débit moyen du mois de mai (690 m3/s), ce qui témoigne de 
variations saisonnières élevées. Sur la durée d'observation de 45 ans, le débit mensuel minimal a été de 11,3 m3/s en février 1960, tandis que le débit mensuel maximal atteignait 1 270 m3/s en mai 1974. 
En ne considérant que la période estivale, libre de glaces (de mai à octobre inclus), le débit moyen mensuel minimum a été de 23,6 m3/s en août 1959, niveau relativement bas comparé au débit inter annuel moyen de la rivière. 